# Erin Cafaro
Erin Jane Cafaro (Modesto, 9 de junio de 1983) es una deportista estadounidense que compitió en remo. Es doble campeona olímpica y tricampeona mundial.
Participó en dos Juegos Olímpicos de Verano, obteniendo dos medallas, oro en Pekín 2008 y oro en Londres 2012, ambas en la prueba de ocho con timonel.
Ganó cinco medallas en el Campeonato Mundial de Remo entre los años 2006 y 2010.

## Palmarés internacional
| Juegos Olímpicos   | Juegos Olímpicos          | Juegos Olímpicos  | Juegos Olímpicos   |
| Año                | Lugar                     | Medalla           | Prueba             |
| ------------------ | ------------------------- | ----------------- | ------------------ |
| 2008               | Pekín (China)             | Medalla de oro    | Ocho con timonel   |
| 2012               | Londres (Reino Unido)     | Medalla de oro    | Ocho con timonel   |
| Campeonato Mundial |                           |                   |                    |
| Año                | Lugar                     | Medalla           | Prueba             |
| 2006               | Eton (Reino Unido)        | Medalla de bronce | Cuatro sin timonel |
| 2007               | Múnich (Alemania)         | Medalla de oro    | Cuatro sin timonel |
| 2009               | Poznań (Polonia)          | Medalla de oro    | Dos sin timonel    |
| 2009               | Poznań (Polonia)          | Medalla de oro    | Ocho con timonel   |
| 2010               | Cambridge (Nueva Zelanda) | Medalla de bronce | Dos sin timonel    |